# مسابقات فرمول یک فصل ۲۰۲۴
مسابقات قهرمانی جهان فرمول یک فصل ۲۰۲۴ (به انگلیسی: ‎2024 FIA Formula One World Championship‎) یک مسابقهٔ موتوری برنامه‌ریزی‌شده میان خودروهای فرمول یک که به عنوان هفتاد و پنجمین دور از مسابقات قهرمانی جهان فرمول یک برگزار می‌شود. این مسابقات از سوی فدراسیون بین‌المللی اتومبیل‌رانی (فیا)، هیئت حاکم بر ورزش‌های موتوری بین‌المللی، به عنوان بالاترین کلاس برای رقابت میان خودروهای مسابقه‌ای چرخ‌باز قلمداد می‌شود. این مسابقات در ۲۴ جایزه بزرگ در سرتاسر جهان برگزار شد.
در نهایت مکس ورشتپن هلندی توانست به عنوان قهرمان رانندگان فصل ۲۰۲۴ برسد. او توانست سه مسابقه قبل از به پایان رسیدن فصل چهارمین قهرمانی خود را با تیم فرمول یک ردبول ریسینگ بدست بیاورد. قهرمان سازندگان فصل ۲۰۲۴ به تیم فرمول یک مکلارن رسید و در کنار تیم فرمول یک ویلیامز بعد از اسکودریا فراری دومین تیم پر افتخار فرمول یک شوند. تیم فرمول یک فراری و ردبول ریسینگ در رده دوم و سوم قرار گرفتند.

## شرکت‌کنندگان
هر تیم باید حداقل دو خودرو و دو راننده وارد رقابت‌ها کند. تمام تایرها توسط پیرلی تأمین می‌شود.
| شرکت‌کنندگان                                | سازنده                    | شاسی     | پیشرانه             | رانندگان مسابقه | رانندگان مسابقه  |
| شرکت‌کنندگان                                | سازنده                    | شاسی     | پیشرانه             | شماره           | راننده           |
| ------------------------------------------ | ------------------------- | -------- | ------------------- | --------------- | ---------------- |
| تیم فرمول یک بی‌دبلیوتی آلپاین              | آلپاین-رنو                | A524     | رنو ئی-تک آرئی۲۴    | ۱۰              | پیر گاسلی        |
| تیم فرمول یک بی‌دبلیوتی آلپاین              | آلپاین-رنو                | A524     | رنو ئی-تک آرئی۲۴    | ۳۱              | استابان اوکون    |
| تیم فرمول یک استون مارتین آرامکو کوگنیزانت | استون مارتین آرامکو-مرسدس | AMR24    | مرسدس-آام‌گ اف۱ ام۱۵ | ۱۴              | فرناندو آلونسو   |
| تیم فرمول یک استون مارتین آرامکو کوگنیزانت | استون مارتین آرامکو-مرسدس | AMR24    | مرسدس-آام‌گ اف۱ ام۱۵ | ۱۸              | لانس استرول      |
| اسکودریا فراری اچ‌پی                        | فراری                     | SF-24    | فراری ۰۶۶٫۱۲        | ۱۶              | شارل لکلرک       |
| اسکودریا فراری اچ‌پی                        | فراری                     | SF-24    | فراری ۰۶۶٫۱۲        | ۵۵              | کارلوس ساینز     |
| تیم فرمول یک هاس مانی‌گرم                   | هاس-فراری                 | VF-24    | فراری ۰۶۶٫۱۰        | ۲۰              | کوین مگنوسن      |
| تیم فرمول یک هاس مانی‌گرم                   | هاس-فراری                 | VF-24    | فراری ۰۶۶٫۱۰        | ۲۷              | نیکو هولکنبرگ    |
| تیم فرمول یک استیک کیک سائوبر              | کیک سائوبر-فراری          | C44      | فراری ۰۶۶٫۱۲        | ۲۴              | گوانیو ژو        |
| تیم فرمول یک استیک کیک سائوبر              | کیک سائوبر-فراری          | C44      | فراری ۰۶۶٫۱۲        | ۷۷              | والتری بوتاس     |
| تیم فرمول یک مک‌لارن                        | مک‌لارن-مرسدس              | MCL38    | مرسدس-آام‌گ اف۱ ام۱۵ | ۴               | لاندو نوریس      |
| تیم فرمول یک مک‌لارن                        | مک‌لارن-مرسدس              | MCL38    | مرسدس-آام‌گ اف۱ ام۱۵ | ۸۱              | اسکار پیاستری    |
| تیم فرمول یک مرسدس-آام‌گ پتروناس            | مرسدس                     | F1 W15   | مرسدس-آام‌گ اف۱ ام۱۵ | ۴۴              | لوییس همیلتون    |
| تیم فرمول یک مرسدس-آام‌گ پتروناس            | مرسدس                     | F1 W15   | مرسدس-آام‌گ اف۱ ام۱۵ | ۶۳              | جورج راسل        |
| ویزا کش‌اپ آربی                             | آربی-هوندا آربی‌پی‌تی       | VCARB 01 | ردبول آربی‌پی‌تی‌اچ۰۰۲ | ۳               | دنیل ریکاردو     |
| ویزا کش‌اپ آربی                             | آربی-هوندا آربی‌پی‌تی       | VCARB 01 | ردبول آربی‌پی‌تی‌اچ۰۰۲ | ۲۲              | یوکی سونودا      |
| ویزا کش‌اپ آربی                             | آربی-هوندا آربی‌پی‌تی       | VCARB 01 | ردبول آربی‌پی‌تی‌اچ۰۰۲ | ۳۰              | لیام لاسون       |
| اورکل ردبول ریسینگ                         | ردبول-هوندا آربی‌پی‌تی      | RB20     | ردبول آربی‌پی‌تی‌اچ۰۰۲ | ۱               | ماکس فرستاپن     |
| اورکل ردبول ریسینگ                         | ردبول-هوندا آربی‌پی‌تی      | RB20     | ردبول آربی‌پی‌تی‌اچ۰۰۲ | ۱۱              | سرجیو پرز        |
| ویلیامز ریسینگ                             | ویلیامز-مرسدس             | FW46     | مرسدس-آام‌گ اف۱ ام۱۵ | ۲               | لوگان سارجنت     |
| ویلیامز ریسینگ                             | ویلیامز-مرسدس             | FW46     | مرسدس-آام‌گ اف۱ ام۱۵ | ۲۳              | الکساندر آلبون   |
| ویلیامز ریسینگ                             | ویلیامز-مرسدس             | FW46     | مرسدس-آام‌گ اف۱ ام۱۵ | ۴۳              | فرانکو کولاپینتو |
| منبع:                                      |                           |          |                     |                 |                  |

## تقویم
| راند   | جایزه بزرگ                | پیست                                                    | تاریخ مسابقه |
| ------ | ------------------------- | ------------------------------------------------------- | ------------ |
| ۱      | جایزه بزرگ بحرین          | پیست بین‌المللی بحرین، صخیر                              | ۲ مارس       |
| ۲      | جایزه بزرگ عربستان سعودی  | پیست خیابانی جده، جده                                   | ۹ مارس       |
| ۳      | جایزه بزرگ استرالیا       | پیست آلبرت پارک، ملبورن                                 | ۲۴ مارس      |
| ۴      | جایزه بزرگ ژاپن           | پیست بین‌المللی سوزوکا، سوزوکا                           | ۷ آوریل      |
| ۵      | جایزه بزرگ چین*           | پیست بین‌المللی شانگهای، شانگهای                         | ۲۱ آوریل     |
| ۶      | جایزه بزرگ میامی*         | پیست اتومبیل‌رانی بین‌المللی میامی، میامی گاردنز، فلوریدا | ۵ مه         |
| ۷      | جایزه بزرگ امیلیا رومانیا | پیست ایمولا، ایمولا                                     | ۱۹ مه        |
| ۸      | جایزه بزرگ موناکو         | پیست موناکو، مونت‌کارلو                                  | ۲۶ مه        |
| ۹      | جایزه بزرگ کانادا         | پیست ژیل ویلنوو، مونترآل                                | ۹ ژوئن       |
| ۱۰     | جایزه بزرگ اسپانیا        | پیست بارسلون-کاتالونیا، منتملو                          | ۲۳ ژوئن      |
| ۱۱     | جایزه بزرگ اتریش*         | پیست رد بول، اسپیلبرگ                                   | ۳۰ ژوئن      |
| ۱۲     | جایزه بزرگ بریتانیا       | پیست سیلورستون، سیلورستون                               | ۷ ژوئیه      |
| ۱۳     | جایزه بزرگ مجارستان       | هونگارورینگ، بوداپست                                    | ۲۱ ژوئیه     |
| ۱۴     | جایزه بزرگ بلژیک          | پیست اسپا-فرانکورشان، ستوولو                            | ۲۸ ژوئیه     |
| ۱۵     | جایزه بزرگ هلند           | پیست زاندفورت، زاندفورت                                 | ۲۵ اوت       |
| ۱۶     | جایزه بزرگ ایتالیا        | پیست ناتزیوناله مونتزا، مونتزا                          | ۱ سپتامبر    |
| ۱۷     | جایزه بزرگ آذربایجان      | پیست شهری باکو، باکو                                    | ۱۵ سپتامبر   |
| ۱۸     | جایزه بزرگ سنگاپور        | پیست مارینا بی استریت، سنگاپور                          | ۲۲ سپتامبر   |
| ۱۹     | جایزه بزرگ ایالات متحده*  | پیست امریکاس، آستین، تگزاس                              | ۲۰ اکتبر     |
| ۲۰     | جایزه بزرگ مکزیکوسیتی     | پیست هرمانوس رودریگز، مکزیکو سیتی                       | ۲۷ اکتبر     |
| ۲۱     | جایزه بزرگ سائوپائولو*    | پیست ژوزه کارلوس پیس، سائو پائولو                       | ۳ نوامبر     |
| ۲۲     | جایزه بزرگ لاس وگاس       | پیست استریپ لاس وگاس، پارادایس، نوادا                   | ۲۳ نوامبر    |
| ۲۳     | جایزه بزرگ قطر*           | پیست بین‌المللی لوسیل، لوسیل                             | ۱ دسامبر     |
| ۲۴     | جایزه بزرگ ابوظبی         | پیست یاس مارینا، ابوظبی                                 | ۸ دسامبر     |
| منابع: |                           |                                                         |              |

کشورهایی که به عنوان میزبان یک جایزه بزرگ در فصل ۲۰۲۴ انتخاب شده‌اند، با رنگ سبز، و موقعیت پیست‌های مسابقه با نقطهٔ سیاه مشخص شده‌است. کشورهای میزبان سابق نیز با رنگ خاکستری تیره، و موقعیت پیست‌های مسابقهٔ سابق با نقطهٔ سفید مشخص شده‌است.

* : جایزه بزرگ‌های شامل مسابقه اسپرینت

### گسترش و تغییر تقویم
مسابقهٔ جایزه بزرگ چین که از سال ۲۰۱۹ شرایط میزبانی نداشت، مجدداً به تقویم رقابت‌ها اضافه شد. مسابقات در این پیست چهار سال متوالی به‌دلیل مشکلات مربوط به همه‌گیری کووید-۱۹ در این کشور لغو شده بود.
جایزه بزرگ امیلیا رومانیا که سال گذشته به‌دلیل سیل لغو شده بود مجدداً در لیست میزبانان رقابت‌ها قرار گرفت.
قرارداد جایزه بزرگ روسیه در سال ۲۰۲۲ منقطع شد و همچنان از میزبانی مسابقات فرمول یک محروم است. این تصمیم در واکنش به حمله روسیه به اوکراین گرفته شد.

## تغییرات فصل

### تغییرات تیم‌ها
تیم آلفا رومئو به همکاری خود با سائوبر پایان داد و این تیم به «تیم فرمول یک استیک کیک سائوبر» یا «کیک سائوبر» تغییر نام داد. از سال ۲۰۲۶، آئودی مالکیت و ادارهٔ این تیم را برعهده خواهد داشت.
تیم آلفاتائوری نیز به «ریسینگ بولز» یا «آربی» تغییر نام داد. در پی تغییرات مدیریتی، فعالیت‌های بخش آیرودینامیک این تیم به میلتون کینز در انگلستان منتقل شد.

### تغییرات رانندگان
برای اولین بار در تاریخ فرمول یک، ترکیب تیمی رانندگان نسبت به دور پایانی فصل قبل هیچ تغییری نداشته است.

#### تغییرات در طول فصل
کارلوس ساینز به دلیل جراحی آپاندیس قادر به رقابت در جایزه بزرگ عربستان سعودی نبود. همچنین، کوین مگنوسن پس از دریافت جریمه از حضور در جایزه بزرگ آذربایجان محروم شد و به دلیل بیماری در جایزه بزرگ برزیل شرکت نکرد. در هر سه مورد، اولیور برمن موقتا جایگزین این رانندگان شد.
از جایزه بزرگ ایتالیا، فرانکو کولاپینتو، راننده‌ی آرژانتینی فرمول دو، جایگزین لوگان سارجنت در تیم ویلیامز شد.
از جایزه بزرگ ایالات متحده، لیام لاسون جایگزین دنیل ریکاردو در تیم ریسینگ بولز شد.

### تغییرات در مقررات فنی
پس از مواجهه با مشکلات مربوط به گرمای شدید هوا در جایزه بزرگ قطر ۲۰۲۳، تیم‌ها مجازند ورودی هوایی برای خنک کردن راننده تعبیه کنند. روکشی برای چرخ‌ها، به‌منظور افزایش قدرت دید راننده‌ها در شرایط بارانی، در طول فصل تست خواهد شد. تیم‌ها در هر مسابقه ۱۳ ست تایر (به‌جای ۱۱ ست) دریافت خواهند کرد. ترکیب تایرهای سی‌صفر کنار گذاشته شده و سی‌یک سخت‌ترین ترکیب لاستیکی است که در این فصل استفاده می‌شود.

### مسابقات اسپرینت
ساختار آخر هفته‌های اسپرینت برای سال ۲۰۲۴ با هدف منطقی‌سازی رویدادهای اسپرینت، دستخوش تغییراتی شده است. جایزه بزرگ‌هایی که شامل اسپرینت هستند، با یک جلسه تمرین و سپس جلسه زمان‌گیری اسپرینت در روز جمعه آغاز می‌شوند. مسابقهٔ اسپرینت اولین جلسهٔ روز شنبه خواهد بود و پس از آن زمان‌گیری برای مسابقه اصلی برگزار می‌شود. خود جایزه بزرگ روز یکشنبه باقی می‌ماند.

### استفاده از DRS
در این فصل رانندگان می‌توانند پس از اولین دور مسابقه از سامانه کاهش پسار استفاده کنند. در فصل‌های پیش، اجازهٔ استفاده از این سامانه پس از دور سوم صادر می‌شد. این قانون در اسپرینت‌های فصل ۲۰۲۳ آزمایش شده بود.

### توزیع پیشرانه
فیا با پیشنهاد افزایش توزیع پیشرانه (موتور) در فصول ۲۰۲۴ و ۲۰۲۵ موافقت کرد. بنابر این تصمیم، به هر راننده چهار پیشرانه تخصیص داده شده و در صورت نیاز به پیشرانه پنجم یا بیشتر، جریمه‌ای برای راننده در نظر گرفته خواهد شد.

### جریمه‌ها
مجازات استاندارد برای راننده‌ای که از خارج از حدود مسیر سبقت می‌گیرد، از جریمه زمانی پنج ثانیه به ده ثانیه افزایش یافته است؛ اگرچه همچنان از جریمه‌های پنج ثانیه‌ای استفاده خواهد شد. علت این تغییر ناکافی بودن جریمه پنج ثانیه ای در برخی موارد بود که راننده می‌توانست پس سبقت، به راحتی پنج ثانیه را جبران کند.
بعد از جایزه بزرگ میامی، فیا قوانین مربوط به تشخیص خطای «شروع زودهنگام» یا «جامپ‌استارت» را تغییر داد. طبق مقررات قبلی، این خطا به تشخیص ترانسپورندر شناسایی می‌شد. در فصل‌های جدید، مسئولان می‌توانند بدون تشخیص دستگاه اقدام به جریمه رانندهٔ خاطی کنند.

## خلاصه فصل

### تست پیش فصل
تست پیش فصل در تاریخ ۲۱ تا ۲۳ فِوریه در پیست بین‌المللی بحرین در صخیر برگزار شد. کارلوس ساینز سریع‌ترین دور در تست‌ها را رقم زد.

### مسابقات فصل

#### بحرین
اولین مسابقهٔ فصل با ۱–۲ ردبول به اتمام رسید. مکس فرستاپن جایگاه اول جایزه بزرگ بحرین ۲۰۲۴ را به‌دست‌آورد و سرجیو پرز و کارلوس ساینز به ترتیب مقام‌های دوم و سوم را کسب کردند. فرستاپن همچنین سریع‌ترین دور مسابقه را رقم زد. رانندگان تیم آلپاین که در فصل قبل در جایگاه ششم قرار داشت، ضعیف‌تر از انتظار عمل کرده و مسابقه را در جایگاه‌های هفدهم و هجدهم به پایان رساندند.

#### عربستان سعودی
فرستاپن با پیروزی در جایزه بزرگ عربستان سعودی، صدمین سکوی خود را رقم زد. سرجیو پرز مقام دوم و شارل لکلرک جایگاه سوم را کسب کردند. اعزام خودروی ایمنی پس از تصادف لانس استرول باعث شد تیم‌ها استراتژی خود را تغییر دهند و لاندو نوریس برای چند دور موقتاً در جایگاه اول رانندگی کرد. اولیور برمن در این مسابقه جایگزین کارلوس ساینز بود که به‌دلیل جراحی آپاندیس از مسابقه بازمانده بود. برمن مسابقه را از جایگاه یازدهم آغاز و در مقام هفتم به پایان رساند.

#### استرالیا
بردهای متوالی فرستاپن پس از ۹ پیروزی پی در پی به پایان رسید. او به‌دلیل مشکلی که برای سیستم ترمز خودرویش پیش آمد موفق به پایان رساندن مسابقه نشد و در دور چهارم رقابت جایزه بزرگ استرالیا را ترک کرد. او از جایزه بزرگ استرالیا ۲۰۲۲ از هیچ مسابقه‌ای بازنمانده بود. کارلوس ساینز جایگاه اول و هم‌تیمی او، شارل لکلرک مقام دوم را از آن خود کرد. این اولین ۱–۲ فراری پس از جایزه بزرگ بحرین ۲۰۲۲ بود. نوریس موفق به کسب مقام سوم و رکورددار «بیشترین سکو بدون پیروزی» در فرمول یک (تا ۵ مه ۲۰۲۴) شد. هر دو رانندهٔ تیم هاس موفق به کسب امتیاز شدند و یوکی سونودا اولین امتیازات فصل تیم آربی را به‌دست‌آورد. رانندگان تیم مرسدس در به پایان رساندن مسابقه ناموفق بودند. لوییس همیلتون پس از مشکل پیشرانه و جورج راسل پس از برخورد با دیوار در دور آخر، مسابقه را ترک کردند.

#### ژاپن
مکس فرستاپن مجدداً به سکو بازگشت و بدون چالشی، برندهٔ جایزه بزرگ ژاپن شد. سکوهای مسابقه با سرجیو پرز در مقام دوم و کارلوس ساینز در مقام سوم تکمیل شد. تصادف دنیل ریکاردو با الکس آلبون پرچم قرمز را به اهتزاز درآورد. یوکی سونودا ژاپنی موفق به کسب امتیاز شد. آخرین رانندهٔ ژاپنی که موفق به امتیازگیری در جایزه بزرگ ژاپن شده بود، کامویی کوبایاشی در سال ۲۰۱۲ بود.

#### چین

##### اسپرینت
با اینکه لاندو نوریس مسابقه اسپرینت را از جایگاه اول شروع کرد، در ابتدای مسابقه چندین رده از دست داد و در جایگاه ششم از خط گذشت. فرستاپن پس از شروع از جایگاه چهارم موفق به سبقت‌گیری از لوییس همیلتون و پیروزی شد. همیلتون و پرز به ترتیب مقام‌های دوم و سوم را کسب کردند.

##### جایزه بزرگ
فرستاپن پیروز جایزه بزرگ چین شد و پس از او لاندو نوریس دوم، و سرجیو پرز سوم شدند. فراری برای اولین بار در این فصل موفق به کسب سکو نشد.

#### ایالات متحده - میامی

##### اسپرینت
فرستاپن و لکلرک مسابقه اسپرینت را در جایگاه اول و دوم به پایان رساندند. پس از آن‌ها، سرجیو پرز از خط گذشت. ریکاردو موفق شد اولین امتیازات خود در این فصل را به‌دست‌آورد.

##### جایزه بزرگ
فرستاپن مسابقه را از خط یک شروع کرد و تا اولین پیت استاپش در جایگاه اول باقی ماند. اما کوین مگنوسن و لوگان سارجنت باعث اعزام خودروی ایمنی شدند که این امر به مک‌لارن اجازه داد تا لاندو نوریس را در جایگاه اول قرار دهد. نوریس موفق شد فاصله قابل توجه‌ای با فرستاپن ایجاد و اولین پیروزی خود در فرمول یک را کسب کند. تا قبل از این مسابقه، نوریس رکورددار «بیشترین سکو بدون پیروزی» بود. همچنین، این اولین پیروزی مک‌لارن از زمان جایزه بزرگ ایتالیا ۲۰۲۱ بود که دنیل ریکاردو و نوریس به ترتیب اول و دوم شده بودند. مکس فرستاپن و شارل لکلرک دیگر سکوهای میامی را کسب کردند. لوییس همیلتون نیز با کسب مقام ششم بهترین نتیجهٔ فصل خود را رقم زد. استابان اوکون با قرارگیری در جایگاه دهم، اولین امتیاز فصل برای آلپاین را به‌دست‌آورد.

#### ایتالیا - امیلیا رومانیا
مکس فرستاپن هشتمین پول پوزیشن متوالی خود را در جایزه بزرگ امیلیا رومانیا کسب کرد و با رکورد آیرتون سنا برابر شد. او همچنین پنجمین پیروزی فصل خود را در این مسابقه رقم زد. لاندو نوریس در مراحل پایانی مسابقه توانست فاصله خود با فرستاپن را به حدود ۰٫۷ ثانیه برساند اما در نهایت در جایگاه دوم از خط پایان گذشت. شارل لکلرک هم مقام سوم این رقابت را کسب کرد.

#### موناکو
شارل لکلرک با کسب پول پوزیشن در جایزه بزرگ موناکو، زنجیره هشت پول پوزیشن متوالی مکس فرستاپن را شکست. در ابتدای مسابقه، تصادف شدید بین کوین مگنوسن و سرجیو پرز باعث توقف مسابقه و اهتزاز پرچم قرمز شد. هر دو راننده مجبور به ترک رقابت شدند که نیکو هولکنبرگ نیز طی این تصادف از ادامه مسابقه جا ماند. همچنین استبان اوکون نیز برخوردی با هم‌تیمی خود، پییر گسلی داشت و نتوانست به مسابقه برگردد. شارل لکلرک موفق شد اولین پیروزی خود از زمان جایزه بزرگ اتریش ۲۰۲۲ و همچنین اولین پیروزی در وطنش را کسب کند. پس از او، اسکار پیاستری در جایگاه دوم، اولین سکوی خود در این فصل را به‌دست‌آورد و کارلوس ساینز نیز به مقام سوم دست یافت.

#### کانادا
جورج راسل و مکس فرستاپن هر دو با ثبت زمان ۱:۱۲:۰۰۰ در صدر جدول زمان‌گیری قرار گرفتند و راسل مسابقه را از پول پوزیشن آغاز کرد. مسابقه در شرایط بارانی و با تایرهای اینترمیدیئت شروع شد. شارل لکرلرک به‌دلیل مشکل در موتور، مجبور به ترک مسابقه شد و کارلوس ساینز نیز در پیچ هفت کنترل خودروی خود را از دست داد و با الکس آلبون برخورد کرد. هر دو راننده ویلیامز از ادامه مسابقه جا ماندند. سرجیو پرز که رقابت را از جایگاه شانزدهم آغاز کرده بود، پس از آسیب بال عقب از مسابقه خارج شد اما به‌دلیل رانندگی با بال آسیب دیده، سه رده جریمه برای جایزه بزرگ اسپانیا دریافت کرد. در طول مسابقه دو بار خودروی ایمنی اعزام شد و در نهایت فرستاپن، لندو نوریس و جورج راسل به ترتیب مقام‌های اول تا سوم را کسب کردند و لوییس همیلتون در دور پایانی موفق به ثبت سریع‌ترین دور شد.

## نتایج فصل

### جایزه بزرگ‌ها
| راند  | جایزه بزرگ                | پول پوزیشن     | راننده پیروز    | سریع‌ترین دور   | سازنده پیروز     | گزارش |
| ----- | ------------------------- | -------------- | --------------- | -------------- | ---------------- | ----- |
| ۱     | جایزه بزرگ بحرین          | مکس فرستاپن    | مکس فرستاپن     | مکس فرستاپن    | ردبول ریسینگ     |       |
| ۲     | جایزه بزرگ عربستان سعودی  | مکس فرستاپن    | مکس فرستاپن     | شارل لکلرک     | ردبول ریسینگ     |       |
| ۳     | جایزه بزرگ استرالیا       | مکس فرستاپن    | کارلوس ساینز    | شارل لکلرک     | فراری            |       |
| ۴     | جایزه بزرگ ژاپن           | مکس فرستاپن    | مکس فرستاپن     | مکس فرستاپن    | ردبول ریسینگ     |       |
| ۵     | جایزه بزرگ چین            | مکس فرستاپن    | مکس فرستاپن     | فرناندو آلونسو | ردبول ریسینگ     |       |
| ۶     | جایزه بزرگ میامی          | مکس فرستاپن    | لندو نوریس      | اسکار پیاستری  | مک‌لارن           |       |
| ۷     | جایزه بزرگ امیلیا رومانیا | مکس فرستاپن    | مکس فرستاپن     | جورج راسل      | ردبول ریسینگ     |       |
| ۸     | جایزه بزرگ موناکو         | شارل لکلرک     | شارل لکلرک      | لوییس همیلتون  | فراری            | گزارش |
| ۹     | جایزه بزرگ کانادا         | جورج راسل      | مکس فرستاپن     | لوییس همیلتون  | ردبول ریسینگ     | گزارش |
| ۱۰    | جایزه بزرگ اسپانیا        | لندو نوریس     | مکس فرستاپن     | لندو نوریس     | ردبول ریسینگ     | گزارش |
| ۱۱    | جایزه بزرگ اتریش          | مکس فرستاپن    | جورج راسل       | فرناندو آلونسو | مرسدس            |       |
| ۱۲    | جایزه بزرگ بریتانیا       | جورج راسل      | لوییس همیلتون   | کارلوس ساینز   | مرسدس            |       |
| ۱۳    | جایزه بزرگ مجارستان       | لندو نوریس     | اسکار پیاستری   | جورج راسل      | مک‌لارن           |       |
| ۱۴    | جایزه بزرگ بلژیک          | شارل لکلرک     | لوییس همیلتون   | سرجیو پرز      | مرسدس            |       |
| ۱۵    | جایزه بزرگ هلند           | لندو نوریس     | لندو نوریس      | لندو نوریس     | مک‌لارن           |       |
| ۱۶    | جایزه بزرگ ایتالیا        | لندو نوریس     | شارل لکلرک      | لندو نوریس     | فراری            |       |
| ۱۷    | جایزه بزرگ آذربایجان      | شارل لکلرک     | اسکار پیاستری   | لندو نوریس     | مک‌لارن           |       |
| ۱۸    | جایزه بزرگ سنگاپور        | لندو نوریس     | لندو نوریس      | دنیل ریکاردو   | مک‌لارن           |       |
| ۱۹    | جایزه بزرگ ایالات متحده   | لندو نوریس     | شارل لکلرک      | استبان اکان    | فراری            |       |
| ۲۰    | جایزه بزرگ مکزیکوسیتی     | کارلوس ساینز   | کارلوس ساینز    | شارل لکلرک     | فراری            |       |
| ۲۱    | جایزه بزرگ سائوپائولو     | لندو نوریس     | مکس فرستاپن     | مکس فرستاپن    | ردبول ریسینگ     |       |
| ۲۲    | جایزه بزرگ لاس وگاس       | جورج راسل      | جورج راسل       | لندو نوریس     | مرسدس            |       |
| ۲۳    | جایزه بزرگ قطر            | 🇳🇱 مکس ورستاپن | 🇳🇱 ماکس فرستاپن | 🇬🇧 لندو نوریس  | 🇦🇹 رد بول ریسینگ |       |
| ۲۴    | جایزه بزرگ ابوظبی         | 🇬🇧 لندو نوریس  | 🇬🇧 لندو نوریس   | 🇩🇰 کوین مگنوسن | 🇬🇧 مک‌لارن        |       |
| منبع: |                           |                |                 |                |                  |       |

### نتایج مسابقات اسپرینت[۳۳]
| راند | اسپرینت                                 | پول پوزیشن    | راننده پیروز     |
| ---- | --------------------------------------- | ------------- | ---------------- |
| ۱    | پیست بین‌المللی شانگهای، چین             | لندو نوریس    | مکس فرستاپن      |
| ۲    | پیست اتومبیل‌رانی بین‌المللی میامی، میامی | مکس فرستاپن   | مکس فرستاپن      |
| ۳    | پیست رد بول، اتریش                      | مکس فرستاپن   | مکس فرستاپن      |
| ۴    | پیست امریکاس، آستین                     | مکس فرستاپن   | مکس فرستاپن      |
| ۵    | پیست ژوزه کارلوس پیس، برزیل             | اسکار پیاستری | لندو نوریس       |
| ۶    | پیست بین‌المللی لوسیل، قطر               | 🇬🇧 لندو نوریس | 🇦🇺 اسکار پیاستری |

### سیستم امتیازدهی
در انتهای هر جایزه بزرگ، ده راننده برتر امتیاز دریافت می‌کنند. دارنده سریع‌ترین دور (اگر جزو ده نفر برتر باشد) یک امتیاز اضافه دریافت می‌کند. درصورتی که مسابقه نیمه‌تمام باقی بماند، نسبت به مسافت طی شده امتیازدهی می‌شود. در مسابقات اسپرینت تنها هشت نفر اول امتیاز می‌گیرند. در صورت برابری امتیازها، تعداد پیروزی‌ها و سکوها در نظر گرفته می‌شود.
|             | جایگاه   | اول | دوم | سوم | چهارم | پنجم | ششم | هفتم | هشتم | نهم | دهم | س. د |
| ----------- | -------- | --- | --- | --- | ----- | ---- | --- | ---- | ---- | --- | --- | ---- |
| مسابقه اصلی | امتیازات | ۲۵  | ۱۸  | ۱۵  | ۱۲    | ۱۰   | ۸   | ۶    | ۴    | ۲   | ۱   | ۱    |
| سرعت        | امتیازات | ۸   | ۷   | ۶   | ۵     | ۴    | ۳   | ۲    | ۱    |     |     |      |
| منبع:       |          |     |     |     |       |      |     |      |      |     |     |      |

### رده‌بندی قهرمانی جهان رانندگان
| ج. | راننده         | بحرین | عربستان | استرالیا | ژاپن | چین  | میامی | امیلیا | موناکو | کانادا | اسپانیا | اتریش | بریتانیا | مجارستان | بلژیک | هلند | ایتالیا | آذربایجان | سنگاپور | آمریکا | مکزیکو | سائو پ. | وگاس | قطر | ابوظبی | امتیاز |
| -- | -------------- | ----- | ------- | -------- | ---- | ---- | ----- | ------ | ------ | ------ | ------- | ----- | -------- | -------- | ----- | ---- | ------- | --------- | ------- | ------ | ------ | ------- | ---- | --- | ------ | ------ |
| ۱  | ماکس فرستاپن   | ١     | ١       | ب.       | ١    | ١١ P | ٢١ P  | '      |        |        |         |       |          |          |       |      |         |           |         |        |        |         |      |     |        | ١٣۶    |
| ۲  | شارل لکلرک     | 4     | 3       | 2        | 4    | 4    | 3     |        |        |        |         |       |          |          |       |      |         |           |         |        |        |         |      |     |        | ٩٨     |
| ۳  | لاندو نوریس    | 6     | 8       | 3        | 5    | 2    | 1     |        |        |        |         |       |          |          |       |      |         |           |         |        |        |         |      |     |        | 83     |
| ۴  | کارلوس ساینز   | 3     | WD      | 1        | 3    | 5    | 5     |        |        |        |         |       |          |          |       |      |         |           |         |        |        |         |      |     |        | 83     |
| ۵  | سرجیو پرز      | 2     | 2       | 5        | 2    | 3    | 4     |        |        |        |         |       |          |          |       |      |         |           |         |        |        |         |      |     |        | 103    |
| ۶  | اسکار پیاستری  | 8     | 4       | 4        | 8    | 8    | 136 F |        |        |        |         |       |          |          |       |      |         |           |         |        |        |         |      |     |        | 41     |
| ۷  | جورج راسل      | 5     | 6       | 17       | 7    | 6    | 8     |        |        |        |         |       |          |          |       |      |         |           |         |        |        |         |      |     |        | 37     |
| ۸  | لوییس همیلتون  | 7     | 9       | Ret      | 9    | 9    | 6     |        |        |        |         |       |          |          |       |      |         |           |         |        |        |         |      |     |        | 27     |
| ۹  | فرناندو آلونسو | 9     | 5       | 8        | 6    | 7    | 9     |        |        |        |         |       |          |          |       |      |         |           |         |        |        |         |      |     |        | 33     |
| ۱۰ | یوکی سونودا    | 14    | 15      | 7        | 10   | Ret  | 7     |        |        |        |         |       |          |          |       |      |         |           |         |        |        |         |      |     |        | 14     |
| ۱۱ | لانس استرول    | 10    | Ret     | 6        | 12   | 15   | 17    |        |        |        |         |       |          |          |       |      |         |           |         |        |        |         |      |     |        | 9      |
| ۱۲ | اولیور بیرمن   |       | 7       |          |      |      |       |        |        |        |         |       |          |          |       |      |         |           |         |        |        |         |      |     |        | 6      |
| ۱۳ | نیکو هولکنبرگ  | 16    | 10      | 9        | 11   | 10   | 11    |        |        |        |         |       |          |          |       |      |         |           |         |        |        |         |      |     |        | 6      |
| ۱۴ | دنیل ریکاردو   | 13    | 16      | 12       | Ret  | Ret  | 15    |        |        |        |         |       |          |          |       |      |         |           |         |        |        |         |      |     |        | 5      |
| ۱۵ | الکساندر آلبون | ١۵    | 11      | 11       | Ret  | 12   | 18    |        |        |        |         |       |          |          |       |      |         |           |         |        |        |         |      |     |        | ٠      |
| ۱۶ | استابان اوکون  | 17    | 13      | 16       | 15   | 11   | 10    |        |        |        |         |       |          |          |       |      |         |           |         |        |        |         |      |     |        | 1      |
| ۱۷ | کوین مگنوسن    | 12    | 12      | 10       | 13   | 16   | 19    |        |        |        |         |       |          |          |       |      |         |           |         |        |        |         |      |     |        | 1      |
| ۱۸ | پیر گسلی       | 18    | Ret     | 13       | 16   | 13   | 12    |        |        |        |         |       |          |          |       |      |         |           |         |        |        |         |      |     |        | ۱۸     |
| ۱۹ | گوانیو ژو      | 11    | 18      | 15       | Ret  | 14   | 14    |        |        |        |         |       |          |          |       |      |         |           |         |        |        |         |      |     |        | 0      |
| ۲۰ | والتری بوتاس   | 19    | 17      | 14       | 14   | Ret  | 16    |        |        |        |         |       |          |          |       |      |         |           |         |        |        |         |      |     |        | 0      |
| ۲۱ | لوگان سارجنت   | 20    | 14      | WD       | 17   | 17   | Ret   |        |        |        |         |       |          |          |       |      |         |           |         |        |        |         |      |     |        | 0      |
| ج. | راننده         | بحرین | عربستان | استرالیا | ژاپن | چین  | میامی | امیلیا | موناکو | کانادا | اسپانیا | اتریش | بریتانیا | مجارستان | بلژیک | هلند | ایتالیا | آذربایجان | سنگاپور | آمریکا | مکزیکو | سائو پ. | وگاس | قطر | ابوظبی | امتیاز |

| کلیدها  | کلیدها                              |
| رنگ     | نتیجه                               |
| ------- | ----------------------------------- |
| طلایی   | برنده                               |
| نقره‌ای  | جایگاه دوم                          |
| برنزی   | جایگاه سوم                          |
| سبز     | سایر جایگاه‌های امتیازدار            |
| آبی     | سایر جایگاه‌های رده‌بندی شده          |
| آبی     | رده‌بندی نشده، به پایان رسانده(ر.ن.) |
| بنفش    | رده‌بندی نشده، بازنشست (ب.)          |
| قرمز    | عدم احراز صلاحیت (ع.ص.)             |
| قرمز    | عدم احراز صلاحیت اولیه (ع.ص.ا.)     |
| سیاه    | رد صلاحیت شده (ر.ص.)                |
| سفید    | عدم شروع (ع.ش.)                     |
| سفید    | لغو مسابقه (ل.)                     |
| خالی    | تمرین نکرده (ت.ن.)                  |
| خالی    | محروم شده (م.)                      |
| خالی    | عدم رسیدن (ع.ر.)                    |
| خالی    | کنار کشیده (ک.ک.)                   |
| شکل متن | معنا                                |
| پررنگ   | پول پوزیشن                          |
| ایتالیک | سریع‌ترین دور                        |

یادداشت‌ها:
- – راننده گراند پری را به پایان نرسانده، اما با توجه به طی بیش از ۹۰٪ مسافت کل مسابقه، در رده‌بندی قرار گرفته است.

### رده‌بندی قهرمانی جهان سازندگان
| ج.    | سازنده                    | بحرین | عربستان | استرالیا | ژاپن | چین | میامی | امیلیا | موناکو | کانادا | اسپانیا | اتریش | بریتانیا | مجارستان | بلژیک | هلند | ایتالیا | آذربایجان | سنگاپور | آمریکا | مکزیکو | سائو پ. | وگاس | قطر | ابوظبی | امتیاز |
| ----- | ------------------------- | ----- | ------- | -------- | ---- | --- | ----- | ------ | ------ | ------ | ------- | ----- | -------- | -------- | ----- | ---- | ------- | --------- | ------- | ------ | ------ | ------- | ---- | --- | ------ | ------ |
| ۱     | رد بول ریسینگ-آربی‌پی‌تی    |       |         |          |      |     |       |        |        |        |         |       |          |          |       |      |         |           |         |        |        |         |      |     |        | ۰      |
| ۱     | رد بول ریسینگ-آربی‌پی‌تی    |       |         |          |      |     |       |        |        |        |         |       |          |          |       |      |         |           |         |        |        |         |      |     |        | ۰      |
| ۲     | فراری                     |       |         |          |      |     |       |        |        |        |         |       |          |          |       |      |         |           |         |        |        |         |      |     |        | ۰      |
| ۲     | فراری                     |       |         |          |      |     |       |        |        |        |         |       |          |          |       |      |         |           |         |        |        |         |      |     |        | ۰      |
| ۳     | مک‌لارن-مرسدس              |       |         |          |      |     |       |        |        |        |         |       |          |          |       |      |         |           |         |        |        |         |      |     |        | ۰      |
| ۳     | مک‌لارن-مرسدس              |       |         |          |      |     |       |        |        |        |         |       |          |          |       |      |         |           |         |        |        |         |      |     |        | ۰      |
| ۴     | مرسدس                     |       |         |          |      |     |       |        |        |        |         |       |          |          |       |      |         |           |         |        |        |         |      |     |        | ۰      |
| ۴     | مرسدس                     |       |         |          |      |     |       |        |        |        |         |       |          |          |       |      |         |           |         |        |        |         |      |     |        | ۰      |
| ۵     | استون مارتین آرامکو-مرسدس |       |         |          |      |     |       |        |        |        |         |       |          |          |       |      |         |           |         |        |        |         |      |     |        | ۰      |
| ۵     | استون مارتین آرامکو-مرسدس |       |         |          |      |     |       |        |        |        |         |       |          |          |       |      |         |           |         |        |        |         |      |     |        | ۰      |
| ۶     | آربی-هوندا-آربی‌پی‌تی       |       |         |          |      |     |       |        |        |        |         |       |          |          |       |      |         |           |         |        |        |         |      |     |        | ۰      |
| ۶     | آربی-هوندا-آربی‌پی‌تی       |       |         |          |      |     |       |        |        |        |         |       |          |          |       |      |         |           |         |        |        |         |      |     |        | ۰      |
| ۷     | هاس-فراری                 |       |         |          |      |     |       |        |        |        |         |       |          |          |       |      |         |           |         |        |        |         |      |     |        | ۰      |
| ۷     | هاس-فراری                 |       |         |          |      |     |       |        |        |        |         |       |          |          |       |      |         |           |         |        |        |         |      |     |        | ۰      |
| ۸     | آلپاین-رنو                |       |         |          |      |     |       |        |        |        |         |       |          |          |       |      |         |           |         |        |        |         |      |     |        | ۰      |
| ۸     | آلپاین-رنو                |       |         |          |      |     |       |        |        |        |         |       |          |          |       |      |         |           |         |        |        |         |      |     |        | ۰      |
| ۹     | ویلیامز-مرسدس             |       |         |          |      |     |       |        |        |        |         |       |          |          |       |      |         |           |         |        |        |         |      |     |        | ۰      |
| ۹     | ویلیامز-مرسدس             |       |         |          |      |     |       |        |        |        |         |       |          |          |       |      |         |           |         |        |        |         |      |     |        | ۰      |
| ۱۰    | کیک سائوبر-فراری          |       |         |          |      |     |       |        |        |        |         |       |          |          |       |      |         |           |         |        |        |         |      |     |        | ۰      |
| ۱۰    | کیک سائوبر-فراری          |       |         |          |      |     |       |        |        |        |         |       |          |          |       |      |         |           |         |        |        |         |      |     |        | ۰      |
| ج.    | سازنده                    | بحرین | عربستان | استرالیا | ژاپن | چین | میامی | امیلیا | موناکو | کانادا | اسپانیا | اتریش | بریتانیا | مجارستان | بلژیک | هلند | ایتالیا | آذربایجان | سنگاپور | آمریکا | مکزیکو | سائو پ. | وگاس | قطر | ابوظبی | امتیاز |
| منبع: |                           |       |         |          |      |     |       |        |        |        |         |       |          |          |       |      |         |           |         |        |        |         |      |     |        |        |

| کلیدها  | کلیدها                              |
| رنگ     | نتیجه                               |
| ------- | ----------------------------------- |
| طلایی   | برنده                               |
| نقره‌ای  | جایگاه دوم                          |
| برنزی   | جایگاه سوم                          |
| سبز     | سایر جایگاه‌های امتیازدار            |
| آبی     | سایر جایگاه‌های رده‌بندی شده          |
| آبی     | رده‌بندی نشده، به پایان رسانده(ر.ن.) |
| بنفش    | رده‌بندی نشده، بازنشست (ب.)          |
| قرمز    | عدم احراز صلاحیت (ع.ص.)             |
| قرمز    | عدم احراز صلاحیت اولیه (ع.ص.ا.)     |
| سیاه    | رد صلاحیت شده (ر.ص.)                |
| سفید    | عدم شروع (ع.ش.)                     |
| سفید    | لغو مسابقه (ل.)                     |
| خالی    | تمرین نکرده (ت.ن.)                  |
| خالی    | محروم شده (م.)                      |
| خالی    | عدم رسیدن (ع.ر.)                    |
| خالی    | کنار کشیده (ک.ک.)                   |
| شکل متن | معنا                                |
| پررنگ   | پول پوزیشن                          |
| ایتالیک | سریع‌ترین دور                        |

یادداشت‌ها
- – راننده گراند پری را به پایان نرسانده، اما با توجه به طی کردن بیش از ۹۰٪ از مسافت کل مسابقه، در رده‌بندی قرار گرفته است.